# Jacques Miller
Pour les articles homonymes, voir Miller.
Jacques Francis Albert Pierre Miller AC, FRS, FAA (né le 2 avril 1931 à Nice en France) est un scientifique australien. Il est célèbre pour avoir découvert la fonction immunologique du thymus et pour avoir identifié chez les mammifères les deux subdivisions des lymphocytes (les lymphocytes T et les lymphocytes B) ainsi que pour avoir déterminé leurs fonctions.

## Biographie
Né Meunier, il passe son enfance en Chine où son père avait la direction d'une succursale bancaire. Conséquence du régime de Vichy, la famille acquiert la nationalité britannique et le nom de « Miller ». Il étudie la médecine en Australie, puis en Angleterre où il passe sa thèse sur les leucémies virales de la souris. À cette occasion, il entraperçoit le rôle du thymus.

## Récompenses et distinctions
- 1966 : Prix Gairdner
- 1967 : Médaille scientifique de la Zoological Society of London
- 1974 : Prix Paul-Ehrlich-et-Ludwig-Darmstaedter
- 1978 : Rabbi Shai Shacknai Memorial Prize
- 1982 : Élu membre étranger associé de la National Academy of Sciences
- 1983 : International St Vincent Prize de l'organisation mondiale de la santé
- 1990 : Sandoz Prize d'immunologie
- 1990 : Peter Medawar Prize de la Transplantation Society
- 1992 : Croonian Lecture de la Royal Society de Londres
- 2000 : Médaille Florey
- 2001 : Médaille Copley de la Royal Society de Londres
- 2003 : Prime Minister's Prize for Science : Professeur Jacques Miller, « le père moderne de l'immunologie ».
- 2003 : Compagnon de l'ordre d'Australie (AC).
- 2019 : Prix Albert-Lasker pour la recherche médicale fondamentale[3]

### Sources
1. ↑  Miller JImmunological function of the thymus, Lancet, 1961;278:748-749
2. ↑  Watts G, Jacques Miller: immunologist who discovered role of the thymus, Lancet, 2011;378:1290
3. ↑  2019 Albert Lasker Basic Medical Research Award, B and T cells—the organizing principle of the adaptive immune system

- (en) Cet article est partiellement ou en totalité issu de l’article de Wikipédia en anglais intitulé « Jacques Miller » (voir la liste des auteurs).